# Ristrutturazione cognitiva
La ristrutturazione cognitiva (Cognitive Restructuring) è una tecnica propria della psicoterapia cognitiva che permette di accedere ai pensieri disfunzionali e alle credenze patogene per modificarle a favore di uno stile di pensiero più funzionale e adattivo. Le motivazioni che portano a sottolineare l'importanza di questa tecnica risiedono nel fatto che l'essere umano non è in grado di compiere sempre impeccabili ragionamenti logici. Infatti, le distorsioni cognitive alla base dei pensieri disfunzionali sono interpretate anche come "errori logici" di ragionamento, che portano a disagio e sofferenza.
All'interno del contesto terapeutico, il paziente può imparare a trasformare questi pensieri in modo graduale e sicuro, per renderli più flessibili e adattabili alla vita quotidiana.
La ristrutturazione cognitiva è considerata l'intervento cardine delle applicazioni cliniche del cognitivismo.

## Schema del processo
Per comprendere la natura e lo scopo della ristrutturazione cognitiva è indispensabile capire i passi fondamentali che costituiscono questa tecnica di intervento clinico. Il punto essenziale di partenza è quello dell'identificazione dei pensieri negativi che saranno poi oggetto di lavoro. Successivamente, una volta concordata la veridicità di questi pensieri ed il peso che hanno nell'influenzare la qualità di vita della persona, si cercherà di stabilire un ordine gerarchico di lavoro che tenga conto della valenza dei pensieri in termini di importanza. Infine, si metterà in atto la ristrutturazione vera e propria, cercando di confutare il più possibile i pensieri, come se si trattasse di un imputato sotto processo e attaccato da vari avvocati. Terminata questa fase, si cercherà di creare un nuovo pensiero che vada a sostituire quello già presente, ma formulato in termini più funzionali, adattivi ed elastici.

### Identificare i pensieri disfunzionali
In questa prima fase, è importante accedere al contenuto mentale per identificare le credenze irrazionali e i pensieri disfunzionali che creano sofferenza. Una valida tecnica è quella degli ABC Attraverso l'analisi della situazione stimolo specifica è possibile identificare i pensieri automatici che modificano le risposte emotive e comportamentali.
ABC è un acronimo che significa: A (Antecedente), B (Belief, credenza) e C (Conseguenza). L'antecedente è la situazione stimolo specifica. Le conseguenze possono essere emotive (le emozioni che provo) e comportamentali (cosa faccio, cosa non faccio). Le credenze rappresentano il contenuto mentale, ovvero i pensieri automatici, con i quali si attribuisce senso alla realtà.
Un esempio di ABC è:
| A                                                                                               | B                                                               | C |
| ----------------------------------------------------------------------------------------------- | --------------------------------------------------------------- | --- |
| Sto viaggiando in autobus con tante persone e sento il cuore che inizia a battere all'impazzata | - Oddio, sto per morire! - Sicuramente sverrò in mezzo a tutti! | - Ansia - Paura - Cerco di scendere dall'autobus - Cerco di calmarmi - Prendo un farmaco contro l'ansia |

### Capire la veridicità dei pensieri
In questa fase è opportuno capire se il pensiero individuato (in questo caso "Oddio, sto per morire! Sicuramente sverrò in mezzo a tutti!") è quello che causa la sofferenza (Ansia e paura) oppure no. È anche importante valutare se esistono altre declinazioni di questi pensieri (per esempio: "Svenire sarebbe terribile perché gli altri mi giudicherebbero come debole!, pensiero più tipico per la fobia sociale).
Valutare l'effettiva valenza dei pensieri disfunzionali, oltre a creare le basi per un buon intervento di ristrutturazione, aiuta anche la persona a prendere maggior controllo sui propri processi di pensiero.

### L'intervento di ristrutturazione (D)
Rappresenta il nucleo centrale del processo e aggiunge una parte al precedente ABC, ovvero la D (Discussione). Nonostante possa apparire un metodo semplice e poco funzionale, in realtà fonda la sua validità in anni di pratica clinica. L'intento è quello di confutare i pensieri disfunzionali portando esempi pratici, ipotesi alternative, soluzioni ed eventi di vita vissuti, paradossi e metafore che possano far capire alla persona il livello di disfunzionalità raggiunto dal pensiero. In particolare, si cerca di creare le basi per un ulteriore pensiero che andrà poi a prendere il posto di quello non adattivo.
Tuttavia, prima è importante valutare se esistono dei pensieri che potrebbero ostacolare questo processo, per esempio rispetto all'efficacia della terapia ("Questa cosa non mi servirà a niente!", "Non cambierò mai!"). In questo caso cambierebbe il tipo di pensiero da ristrutturare, ma non le modalità che sarebbero le medesime.
Le domande che possono essere fatte sono molteplici:
- Rispetto al contenuto del pensiero
- Rispetto alla forma del pensiero
- Rispetto alla funzionalità

Alcune domande chiave per stimolare il dibattito del pensiero possono essere:
- Quanto il contenuto del suo pensiero potrebbe essere grave se si verificasse?
- Quali sono i criteri con i quali valuta questo fatto come "grave"?
- Quali sono le strategie che ha usato in passato per far fronte all'evento?
- Quanto le serve pensare in questo modo? Quali sono i costi e i benefici di uno stile di pensiero di questo tipo?
- Chi o cosa potrebbe essere d'aiuto in questo caso?
- Quanto è accessibile questo aiuto per lei?

### Il pensiero alternativo (E)
Rappresenta la fase finale del processo. In questo caso si aggiunge la parte degli effetti (E) al modello ABC(D). A questo punto si dovrebbe essere riusciti a indebolire il pensiero disfunzionale a sufficienza al fine di permettere di creare una nuova credenza. Questa fase è molto delicata, perché si tratta di inserire un nuovo modo di interpretare i fatti della realtà più funzionale, ma che potrebbe essere rigettato dalla persona in quanto vissuto come "strano" e "inusuale". Solitamente, il pensiero più adattivo e funzionale aiuta la persona a modulare l'intensità emotiva.
Nel caso precedente ("Oddio, sto per morire!"), il pensiero alternativo, dopo averlo discusso, potrebbe essere: E = "Se anche è vero che il cuore mi sta battendo all'impazzata, non è detto che morirò. Il solo fatto di sentir battere il cuore forte non è indice di un infarto imminente".